# Annabel (cantante)
Annabel (アナベル?), pseudonimo di Anabella Sadakata (貞方アナベラ?, Sadakata Anabella; Buenos Aires, 18 marzo 1984), è una cantante giapponese di origini argentine, che lavora sotto l'etichetta discografica Lantis.

## Biografia
Nata da padre giapponese e da madre argentina, Annabel inizia la sua carriera musicale
nel 2005.
Nel 2006 forma il gruppo Binaria con Yanagi Nagi e Xai.
Responsabile dei testi oltre alle voci, usa spesso titoli e testi utilizzando la sua lingua madre: lo spagnolo. 
Nel 2007 forma il gruppo anNina, con il quale comincerà a cantare sigle per gli anime cominciando con l'ending Higurashi no Naku koro ni.
Nel 2009 intraprende la carriera da solista.
Data la sua crescita di popolarità, ha iniziato a cantare canzoni a tema per le sigle degli Anime.
Il suo primo singolo da solista fu Anamnesis, che venne usato per la sigla di chiusura dell'anime di Another; il singolo venne pubblicato l'8 febbraio 2012.
Il suo secondo singolo Above Your Hand venne pubblicato il 23 marzo 2012 e venne utilizzato per la sigla finale dell'anime Sankarea.
Il terzo singolo Signal Graph venne pubblicato il 25 luglio 2012 e venne utilizzato come sigla di apertura per l'anime Love, Elections & Chocolate.
Il 28 novembre 2012 pubblica il suo primo album da solista Miniascape, dove sono contenuti i suoi singoli.
Non si sa molto sulla sua vita privata, nel 2012 svela il suo vero nome tramite una lettera ad una famosa radio di Tokyo.

## Discografia
Album
- 2012 - Miniascape
- 2014 - TALK

Album autoprodotti
- 2008 - Autonomia
- 2010 - Noctiluca
- 2011 - Ignis
- 2011 - R.m.k.
- 2011 - Memory Cycle of a Sentimentalist
- 2012 - Debris
- 2014 - syncretism